# پوماژانوویتسه
پوماژانوویتسه (به لهستانی:  Pomarzanowice) یک روستا در لهستان است که در گمینا پوبیجسکا واقع شده‌است.